# توري ديفالكو
توري ديفالكو (مواليد 10 أبريل 1997) هو لاعب كرة طائرة أمريكي، شارك مع منتخب الولايات المتحدة في أولمبياد 2020.

## روابط خارجية
- توري ديفالكو على موقع قاعدة بيانات الكرة الطائرة الشاطئية (الإنجليزية)
- توري ديفالكو على موقع عالم الكرة الطائرة (الإنجليزية)
- توري ديفالكو على موقع دوري الدرجة الأولى الإيطالي للكرة الطائرة - رجال (الإيطالية)
- توري ديفالكو على موقع اللجنة الأولمبية الدولية (الإنجليزية)
- توري ديفالكو على موقع أوليمبيديا (الإنجليزية)
- توري ديفالكو على موقع اللجنة الأولمبية والبارالمبية الأمريكية (الإنجليزية)